# شارل دي لا سيردا
تشارلز دي لا سيردا هو عسكري وسياسي فرنسي، ولد في 1327، وتوفي في 8 يناير 1354 في ليجل في فرنسا. أصبح كندسطبل فرنسا، يعتبر سلف ألفونسو العاشر ملك قشتالة.